# Марпесса
Марпесса (грец. Μάρπησσα) — дочка Евена, яку покохав Аполлон, дружина Ідаса. (Зображення:Ідас, розділені Зевсом та Аполлоном, червонофігурний псиктер, Вазописець Пана).